# Patrimonialgericht Lenhausen
Beim Patrimonialgericht Lenhausen handelte es sich um einen Herrschafts- und Gerichtsbezirk innerhalb des Herzogtums Westfalen, dessen Anfänge bis ins 14. Jahrhundert zurückreichen. Gegen Ende des 17. Jahrhunderts erhielten die Inhaber auch die Hochgerichtsbarkeit. 1802 fiel das Patrimonialgericht im Rahmen der Säkularisation als Teil des Herzogtums an den Landgrafen von Hessen-Darmstadt. Dieser ordnete es im Jahr 1807 bei der Neubildung der Ämter dem Amt Attendorn zu und beschnitt seine Rechte. Der letzte Inhaber verzichtete 1840 auf das mittlerweile bedeutungslos gewordene Gericht.

## Geschichte
Das Patrimonialgericht Lenhausen war ursprünglich ein Lehen der Grafen von Arnsberg, die bis ins 14. Jahrhundert in der Gegend von Lenhausen Macht und Einfluss ausübten. Ein erster Beleg für das Patrimonialgericht stammt aus dem Jahr 1342, als die Gebrüder von Lenhausen ihre dortige Burg zum Offenhaus der Erzbischöfe von Köln machten. Mit dem Verkauf der Grafschaft Arnsberg an die Kölner Kurfürsten im Jahr 1368 wurde auch Lenhausen in die Amtsverfassung im Herzogtum Westfalen einbezogen. Seit dieser Zeit war es Teil des Amtes Waldenburg. Mit dem Rittergut Lenhausen war zunächst die niedere Gerichtsbarkeit verbunden. 1697 erhielten die Adligen von Plettenberg zu Lenhausen vom Kölner Kurfürsten zur niederen auch die hohe Gerichtsbarkeit in Lenhausen, Rönkhausen und auf der Fretter. Seit dieser Zeit beanspruchten die Adligen auch das Bergregal in diesem Gebiet, worüber es zu jahrzehntelangen Gerichtsstreitigkeiten mit dem Hofrat in Bonn kam. Anlass war die Errichtung von Hammerwerken, für die die Herren von Plettenberg Steuerfreiheit beanspruchten.
Wenige Jahre nach der Besitzergreifung des Herzogtums Westfalen durch den Landgrafen von Hessen-Darmstadt 1802 wurde das Patrimonialgericht im Jahr 1807 bei der Neuordnung der Ämter im Herzogtum Westfalen dem Amt Attendorn untergeordnet und in seiner Gerichtsbarkeit beschnitten. Es blieb formal noch bis zum Verzicht des letzten Inhabers im Jahr 1840 bestehen.

## Grenzen
Dem Patrimonialgericht war im Osten das Amt Eslohe benachbart, während es im Süden an das im selben Amt Waldenburg gelegene Gogericht Attendorn angrenzte. Im Westen stieß es an das märkische Amt Plettenberg, dem sich im Norden das Gericht Stockum anschloss. Das Patrimonialgericht umfasste die Orte Lenhausen, Rönkhausen und Fretter und gehörte zum Kirchspiel Schönholthausen.

## Inhaber des Patrimonialgerichts
- 1342		Herman, Rütgers, Rolf und Heinrich von Lenhausen[8]
- 1420		Rutgerus dictus Lenyngh[9]
- 1448		Herman und Rütger van Lenhusen[10]
- 1653		Bernard und Johann Dietrich von Plettenberg zu Lenhausen[11]
- 1697		Ferdinand von Plettenberg zu Lenhausen[12]
- 1698		Moritz Heinrich von Plettenberg zu Lenhausen[13]
- 1801		Graf von Plettenberg zu Lenhausen[14]
- 1840		Joseph Franz von Plettenberg zu Lenhausen[15]